# Antonio Rosón Pérez
Antonio Rosón Pérez (castellà: Antonio Rosón)  (Becerreá, 8 de juny de 1911 - Santiago de Compostel·la, 24 d'abril de 1986) va ser un advocat gallec, primer president de la Xunta de Galícia.

## Durant el franquisme
Llicenciat en Dret per la Universitat de Valladolid. Va participar intensament en la vida política del franquisme. Va ser Procurador en Corts de representació familiar per la província de Lugo, durant la IX i la X Legislatura, president de la Diputació Provincial de Lugo entre 1949 i 1951, president de la Cambra provincial Agrària d'aquesta província. També va ser vicedegà del col·legi d'Advocats de Lugo, president de la Comissió d'Agricultura del Consell Econòmic i Sindical del Nord-oest d'Espanya i conseller de FRIGSA.

## Democràcia
Després de la constitució de la Xunta preautonòmica (1977), la UCD, majoritària a Galícia, va rebutjar la possibilitat que un galleguista històric la presidís. Després d'haver sopesat l'opció de situar com a president Pío Cabanillas, finalment va nomenar Antonio Rosón. No obstant això, l'intent del president del Govern, Adolfo Suárez, d'aprovar un estatut amb un conjunt de competències inferior als del País Basc i Catalunya, va provocar un gran malestar en la comunitat, que va ser protegida per part de la UCD local i pel president de la Xunta preautonòmica, Antonio Rosón. La UCD va decidir substituir-lo el 9 de juny de 1979 Xosé Quiroga Suárez va ser nomenat president de la Xunta de Galícia 
Fou escollit diputat al Congrés per la província de Lugo en representació de la Unió de Centre Democràtic (UCD) en les eleccions generals de 1977. Fou Senador per Lugo (1979 - 1982) Membre de nombre de la Reial Acadèmia Gallega de Legislatura i Jurisprudencia. Posseex la Gran Creu del Mèrit Agrícola.